# 礼羽村
礼羽村（らいはむら）は埼玉県の北東部、北埼玉郡に属していた村。

## 地理
- 河川：会の川

## 歴史

### 村名の由来
礼羽の名前の由来には3つの説があるが、定かではない。
- 鷺宮神社で礼儀をすませた鷺が、この地に羽を落としたから。
- アイヌ語の「ライバ」（水平で低い土地の意）から。
- 中世の武将「礼羽次郎」が住んでいたから。

### 年表
- 1889年（明治22年）4月1日 - 町村制施行により、礼羽村、馬内村が合併し北埼玉郡礼羽村が成立する[3]。
- 1954年（昭和29年）5月3日 - 加須町、不動岡町、三俣村、大桑村、水深村、樋遣川村、志多見村と合併し加須市となる[4]。

## 地名
- 大字礼羽（らいは）
- 大字馬内（）
  - 『加須市の地名』19-20頁では、この地に多くの馬が飼われていることから地名が付いたと推測している。

## 村長
| 代 | 氏名         | 就任年月日                 | 退任年月日                 | 備考       |
| -- | ------------ | -------------------------- | -------------------------- | ---------- |
| 1  | 松本宗助     | 1889年（明治22年）5月8日   | 1908年（明治41年）5月19日  | 町村制施行 |
| 2  | 宮崎常太郎   | 1908年（明治41年）6月9日   | 1909年（明治42年）7月10日  |            |
| 3  | 鎌田孝子郎   | 1910年（明治43年）3月18日  | 1914年（大正3年）3月17日   |            |
| 4  | 野上助右衛門 | 1914年（大正3年）3月27日   | 1916年（大正5年）7月6日    |            |
| 5  | 宝月福太良   | 1916年（大正5年）7月26日   | 1918年（大正7年）11月25日  |            |
| 6  | 鎌田孝子郎   | 1918年（大正7年）12月7日   | 1920年（大正9年）6月18日   |            |
| 7  | 野上助右衛門 | 1920年（大正9年）7月14日   | 1924年（大正13年）7月20日  |            |
| 8  | 高橋寅松     | 1924年（大正13年）8月6日   | 1931年（昭和6年）4月16日   |            |
| 9  | 鎌田和一     | 1931年（昭和6年）5月1日    | 1936年（昭和11年）1月14日  |            |
| 10 | 宮崎誠一     | 1937年（昭和12年）3月9日   | 1941年（昭和16年）3月8日   |            |
| 11 | 鎌田和一     | 1941年（昭和16年）3月9日   | 1946年（昭和21年）11月11日 |            |
| 12 | 武藤恵一     | 1946年（昭和21年）11月12日 | 1949年（昭和24年）5月20日  |            |
| 13 | 竹山順三郎   | 1949年（昭和24年）7月11日  | 1952年（昭和27年）1月3日   |            |
| 14 | 宝月嘉一     | 1952年（昭和27年）2月16日  | 1954年（昭和29年）5月2日   | 礼羽村廃止 |

## 人口
1880年前後（明治10年代）の数値は、礼羽村と馬内村の合計値である。
| 年月                     | 世帯数 | 人口    | 人口密度    | 出典     |
| ------------------------ | ------ | ------- | ----------- | -------- |
| 1880年前後（明治10年代） | 286戸  | 1,567人 |             | [ 6 ]    |
| 1896年（明治29年）12月   |        | 1,866人 | 626人/km2   | 本籍人口 |
| 1920年（大正09年）10月   | 377戸  | 2,021人 | 678人/km2   | 国勢調査 |
| 1925年（大正14年）10月   | 384戸  | 2,083人 | 699人/km2   | 国勢調査 |
| 1930年（昭和05年）10月   | 390戸  | 2,103人 | 706人/km2   | 国勢調査 |
| 1935年（昭和10年）10月   | 402戸  | 2,240人 | 752人/km2   | 国勢調査 |
| 1940年（昭和15年）10月   | 407戸  | 2,205人 | 740人/km2   | 国勢調査 |
| 1947年（昭和22年）10月   |        | 3,061人 | 1,027人/km2 | 国勢調査 |
| 1950年（昭和25年）10月   | 587戸  | 3,100人 | 1,040人/km2 | 国勢調査 |

## 産業
1950年時点の農業戸数は231戸、そのうち専業農家は152戸であった。

## 施設

### 学校
- 礼羽村立礼羽小学校

### 寺社
- 延命寺[9]
- 香積寺[9]

## 出身人物
- 畑和[10]